# Біла (притока Полонки)
Біла (рос. Белая) — річка в Україні, у Горохівському районі Волинської області. Ліва притока Полонка, (басейн Дніпра).

## Опис
Довжина річки приблихно 7,83 км, найкоротша відстань між витоком і гирлом — 7,26  км, коефіцієнт звивистості річки — 1,08 . Частково каналізована.

## Розташування
Бере початок у селі Мирне. Тече переважно на південний схід через село Бережанку і на південно-західній околиці Михлина впадає у річку Полонку, праву притоку Чорногузки.
Населені пункти вздовж берегової смуги: Десятина.

## Цікавинка
- Між селами Бережанка та Михлин річку перетинає автошлях Т 1802.
- На сучасній мапі гугла назва річки не відповідає дійсності.